# (95247) Schalansky
(95247) Schalansky est un astéroïde de la ceinture principale.

## Description
(95247) Schalansky est un astéroïde de la ceinture principale. Il fut découvert le 12 février 2002 à l'Observatoire Desert Eagle par William Kwong Yu Yeung. Il présente une orbite caractérisée par un demi-grand axe de 3,23 UA, une excentricité de 0,11 et une inclinaison de 16,5° par rapport à l'écliptique.

## Compléments